# 本宮村
本宮村（もとみやむら）は、かつて岩手県にあった村。出身著名人に原敬がいる。

## 沿革
- 1889年（明治22年）4月1日 - 町村制施行により南岩手郡本宮村、向中野村、下鹿妻村、仙北町村（一部）が合併し、本宮村が発足。
- 1897年（明治30年）4月1日 - 郡の統合により南岩手郡と北岩手郡が合併し、岩手郡に所属[1]。
- 1941年（昭和16年）4月10日 - 盛岡市に編入され消滅。

## 主な出身有名人
- 原敬 - 大日本帝国第19代内閣総理大臣。